# 中国环球电视网北美分台
中央广播电视总台北美总站，与中国国际电视台北美分台一个机构两块牌子，通称中国环球电视网北美分台（英語：CGTN America），是中央广播电视总台驻外派出机构，亦是中国国际电视台（中国环球电视网）辖下的一个海外分台。
北美分台为中国中央电视台继非洲分（CCTV Africa）之后启用而开播的第二个海外分台，於美东时间2012年2月6日晚上8点（北京时间2012年2月7日上午9点）开播。

北美分台的执行顾问为曾经在美国广播公司工作的吉姆·劳里。北美分台已根据美国司法部的法律要求，于2019年2月1日注册为外国代理人。

## 演播室
北美分台办公地点设于美国华盛顿，在华盛顿拥有2个高清演播厅（开播后，当时的《整点新闻》、《美洲观察》在1号主演播厅，周播节目《热点》在2号演播室。后因节目调整为日播，均改到了1号演播厅），在纽约纳斯达克大楼内有一个演播室，在洛杉矶市有一个虚拟演播室。

## 节目
以下所有节目通过CGTN主頻播出：
| 节目名称   | 节目类型 / 简介 / 备                                                                         |
| ---------- | -------------------------------------------------------------------------------------------- |
| 今日世界   | 北京时间周二至周六 3:00 4:00 6:00 7:30 9:00 北京时间周日至周一 3:00 4:00 5:00 6:00 7:00 8:00 |
| 中国24小时 | 北京时间周二至周六 9:30 直播                                                                 |
| 全球财经   | 北京时间周二至周六5:00、8:00 直播                                                            |
| 美洲观察   | 北京时间周一、周六 06:00 播出                                                                |
| 热点       | 北京时间周二至周六 07:00 直播、14:30 重播                                                    |
| 全景       | 北京时间周日 06:00、13:00 播出                                                               |

## 主播和主持人
以下所有主播和主持人均以英语为准：